# Chelsea Charms

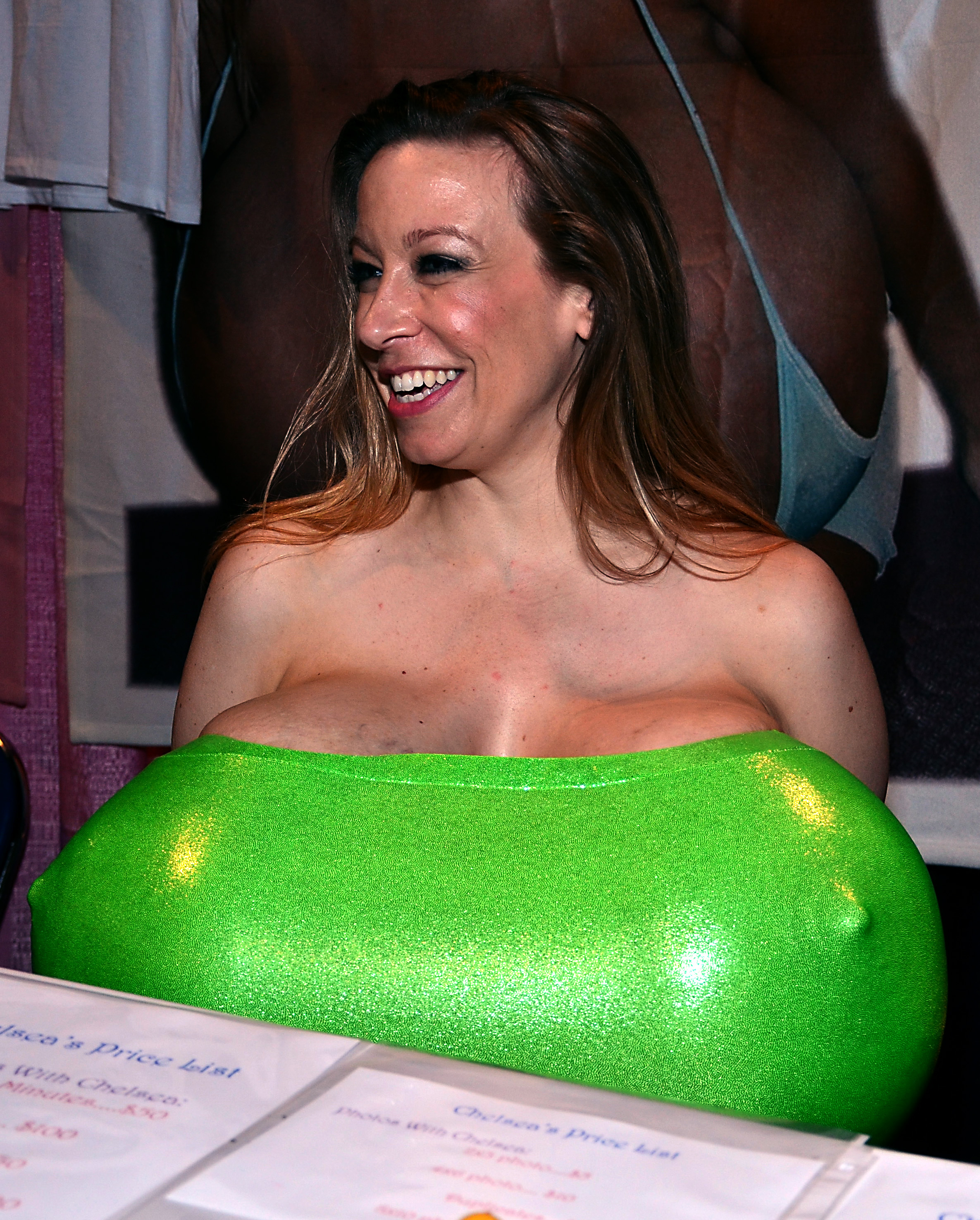
Chelsea Charms (2011)

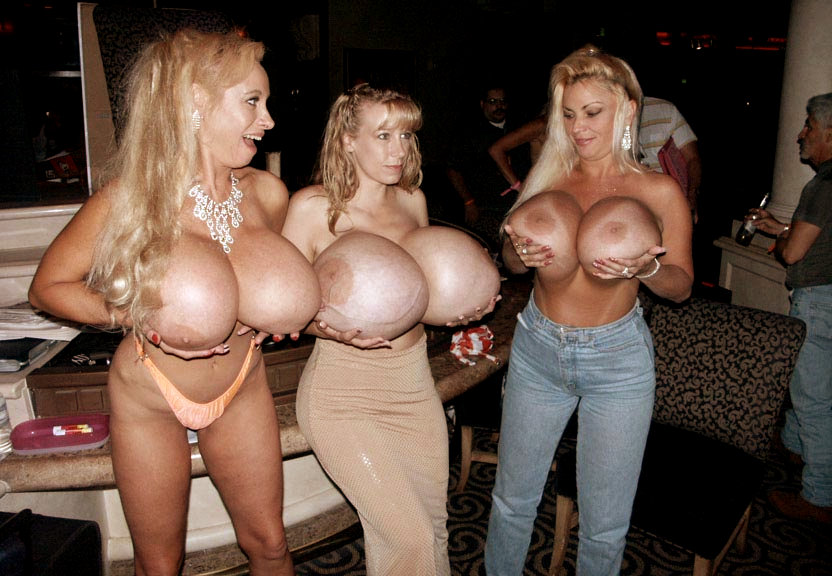
Charms (Mitte) neben weiteren Models mit Polypropylen-Implantaten

Chelsea Charms, ein Pseudonym, (* 7. März 1976 bei Minneapolis, Minnesota) ist ein US-amerikanisches Busen- und Internetmodel.

## Leben
Charms’ Bilder sind vornehmlich in Erotikmagazinen erschienen, welche auf Brustfetischismus spezialisiert sind.
Während eines Fernsehinterviews bei This Morning („Heute Morgen“) beim britischen Sender ITV im Mai 2011 sagte sie den Moderatoren der Sendung, ihr Brustumfang liege aktuell bei „164XXX, wobei jedes Implantat 26 Pfund wiegt“. Charms hat seitdem behauptet, dass das kontinuierliche Wachstum selbiger das Gewicht beider Brüste bis Sommer 2012 auf jeweils 30 Pfund erhöht habe. Sie verneint, dass ihr ihre Busengröße Rückenschmerzen bereite, betont allerdings gleichzeitig, regelmäßig zur Stärkung ihre Rückenmuskulatur zu trainieren.
Charms unterzog sich bis dato drei Brustvergrößerungen. Die erste hob ihre Körbchengröße auf Doppel-D an, die zweite auf Doppel-H. Beide Male handelte es sich beim Implantat um Füllungen aus Kochsalzlösung. Bei der dritten OP wurden die ehemals durchaus üblichen Polypropylen-Brustimplantate verpflanzt, die mittlerweile jedoch aufgrund der potenziellen Nebenwirkungen des unaufhörlichen Wachstums in den Vereinigten Staaten sowie in der EU verboten wurden (so könnten etwa Probleme durch unterschiedlich starkes Wachstum der Brüste auftreten), aber in Südamerika weiter bei ähnlichen Eingriffen Verwendung finden. In Charms’ Fall traten solcherlei Probleme jedoch nie auf und auch die Wachstumsgeschwindigkeit nahm mit der Zeit stetig ab. Das anfängliche Volumen entsprach 2500 cm³. Ihr Arzt schätzte im Oktober 2011 ein Anwachsen auf über 15.000 cm³.
Charms diente als Kunstobjekt für den britischen Künstler Marc Quinn bei dessen Installation über Menschen, die ihre Körper verändern.